# هنري بي. غاردنر
هنري بي. غاردنر (بالإنجليزية: Henry Brayton Gardner)‏ هو اقتصادي أمريكي، ولد في 26 مارس 1863 في بروفيدنس في الولايات المتحدة، وتوفي بنفس المكان في 22 أبريل 1939.